# Uvaria sankowskyi
Uvaria sankowskyi este o specie de plante angiosperme din genul Uvaria, familia Annonaceae, descrisă de L. L. Zhou, Y. C. F. Su și Richard M.K. Saunders. Conform Catalogue of Life specia Uvaria sankowskyi nu are subspecii cunoscute.